# Амалия Родригеш
Ама́лия Родри́геш (на португалски: Amália da Piedade Rebordão Rodrigues) е известна португалска певица, наричана „Кралицата на фадо“ и „Гласът на Португалия“.

## Биография
Родена е на 1 юли (по други данни на 23 юли] 1920 г. в Лисабон, квартал Алкантара, в бедно многодетно семейство, пето дете (от девет). Израства под грижите на баба си по майчина линия. Дебютира през 1938 г., а през 1940 г. се омъжва за китариста Франсишку да Крус.

## Кариера
Първите си записи Амалия прави през 1945 г. в Бразилия, където концертира с огромен успех в продължение на 4 месеца. През 1949 г. гастролира в Париж, а през 1956 г. повторно, този път в знаменитата зала „Олимпия“.
През живота си записва 170 албума.
През 1947 г. се снима в киното – първата ѝ роля е в музикалната драма на Армандо де Миранда „Черните плащове“ (1947). През 1955 г., ролята ѝ във филма на френския кинорежисьор Анри Верне „Лисабонските влюбени“ ѝ носи европейска известност. За последен път се снима във фантастичния филм на Вим Вендерс „До края на света“ (1991 г.).
В периода 1950 – 1970 г. концертира в Ню Йорк, Лондон, Дъблин, Триест, Рим, Берн, Токио, Москва.
През 1980-те се изявява и като композитор.
През 1990 г. Родригеш напуска сцената. След смъртта ѝ през 1999 г. прахът ѝ е пренесен в Националния пантеон на Португалия.

## Признание
В чест на петдесетгодишнината от сценичните изяви на Амалия Родригеш, тя получава през 1989 г. почетната награда на президента на Португалия Марио Соареш.
Удостоена е с лична аудиенция от папа Йоан Павел II.

## За Амалия Родригес
За нея са заснети документалните филми на Бруно де Алмейда „Амалия Родригеш в Ню-Йорк“ (1991 г.), „Амалия на Световното изложение през 1998 г.“ (1998 г.), „Амалия Родригеш: ето какъв странен живот“ (1995 г.), „Изкуството на Амалия“ (2000 г.).

## Дискография
- Perseguição, 1945.
- Tendinha, 1945.
- Fado do Ciúme, 1945.
- Ai Mouraria, 1945.
- Maria da Cruz, 1945.
- Ai Mouraria, 1951/1952.
- Sabe-se Lá, 1951/1952.
- Novo Fado da Severa, 1953.
- Una Casa Portuguesa, 1953.
- Primavera, 1954.
- Tudo Isto é Fado, 1955.
- Foi Deus, 1956.
- Amália no Olympia, 1957.
- Povo que Lavas no Rio, 1963.
- Estranha Forma de Vida, 1964.
- Amália Canta Luís de Camões, 1965 (песни по стиховете на националния класик Луис де Камоенс).
- Formiga Bossa Nossa, 1969.
- Amália e Vinicius, 1970 (с бразилския поет и композитор Винисиус ди Морайс).
- Com que Voz, 1970.
- Fado Português, 1970.
- Oiça Lá ó Senhor Vinho, 1971.
- Amália no Japão, 1971.
- Cheira a Lisboa, 1972.
- Amália no Canecão, 1976.
- Cantigas da Boa Gente, 1976.
- Lágrima, 1983.
- Amália na Broadway, 1984 (концерт в САЩ).
- Obsessão, 1990.
- Lisboa a Noite, 1992.

## Избрани произведения
- O Melhor de Amália – Estranha Forma de Vida, 1985.
- O Melhor de Amália volume 2 – Tudo Isto é Fado, 1985.
- Segredo, 1997 (записи 1965 – 1975 г.).
- Fado Amalia, 2001.
- A Rainha do Fado, 2002.